# Hendrik Duryn
Hendrik Duryn es un actor alemán.

## Biografía
Se entrenó en la escuela de teatro "Hans Otto" en Leipzig. Habla alemán, inglés y domina el dialecto sajón.
Hendrik está casado y tiene una hija.

## Carrera
En 1995 interpretó a Oliver Kopp en la serie Verbotene Liebe.
En el 2000 apareció como invitado en la serie Polizeiruf 110 donde interpretó a Gerald Oetzmann en el episodio "Blutiges Eis", cuatro años más tarde apareció de nuevo en la serie ahora interpretando a Malte Brenner durante el episodio "Ein Bild von einem Mörder".
En el 2001 apareció en la película Lenya - Die größte Kriegerin aller Zeiten donde interpretó al guerrero Gero von Gantern. 
En el 2002 interpretó a Johannes Wagner en el episodio "Eigene Wege" de la serie In aller Freundschaft, en 1998 apareció por primera vez en la serie en el episodio "Schadensbegrenzung" como Bernhard Frisch.
En el 2003 se unió al elenco de la primera temporada de la serie Alarm für Cobra 11 - Einsatz für Team 2' donde dio vida al comisionado superior Frank Traber, hasta el 2005.
En el 2004 apareció por última vez en la serie Ein Fall für zwei donde dio vida a Sebastian Nordhofen en "Mord aus Liebe", anteriormente había aparecido por primera vez en la serie en el 2000 dando vida a un jinete en el episodio "Einsamer Wolf".
En el 2006 interpretó a Justin Giggs en el episodio "Wo die Liebe begann" de la serie Rosamunde Pilcher, anteriormente en el 2007 interpretó a Patrick O'Connell durante el episodio "Nebel über Schloss Kilrush". Ese mismo año apareció en la serie Inga Lindström como Conrad Rosen en el episodio "Wolken über Sommarholm" y tres años más tarde a Anders Vinter en "Sommermond".
En el 2007 interpretó a Frank Sörensen en el episodio "Gefallene Engel" de la serie Großstadtrevier, más tarde en el 2012 apareció de nuevo en la serie ahora interpretando a Hendrik Hansen en tres episodios. Ese mismo año interpretó a Georg Spremberg en el episodio "Zeugnistag" de la serie Notruf Hafenkante, en el 2011 apareció de nuevo en la serie como Christian Olsen en el episodio "Hilfe für die Reiterstaffel".
En el 2009 se unió al elenco de la serie de comedia Der Lehrer donde interpretó a Stefan Vollmer hasta el 2014.
En el 2010 dio vida al comisario Martin Teichert en la película Der Einsturz - Die Wahrheit ist tödlich. Ese mismo año se unió al elenco de la película Westflug - Entführung aus Liebe donde dio vida a Jürgen Treske. La película está basada en la historia real del secuestro de Gdansk en 1978.
En el 2012 apareció en la serie Tatort donde interpretó a Gerd Tremmel. Hendrik interpretó a tres otros personajes distintos en la misma serie: a Mike durante el episodio "Der Tod spielt mit" en 1997, a Karim en "Tanz auf dem Hochseil" en 1998 y a Maximilian Stadler en el episodio "Wolf im Schafspelz" en el 2002.
En el 2013 dio vida al doctor Stefan Jensen en el episodio "Die kleine Prinzessin" de la popular serie Alarm für Cobra 11 - Die Autobahnpolizei, anteriormente apareció por primera vez en la serie en 1998 en el episodio "Zwischen den Fronten" y a Klaus Weller en "High Speed" en el 2001.

## Filmografía[1]

### Series de televisión
| Año             | Título                                   | Personaje           | Notas                                     |
| --------------- | ---------------------------------------- | ------------------- | ----------------------------------------- |
| 2009 - presente | Der Lehrer                               | Stefan Vollmer      | 40 episodios                              |
| 2015            | SOKO Leipzig                             | Andy Rösch          | episodio "Doppelmord"                     |
| 2015            | Inga Lindström                           | -                   | episodio "In deinem Leben"                |
| 2013            | Stubbe - Von Fall zu Fall                | Volker Kadett       | episodio "Tödliche Bescherung"            |
| 2013            | Alarm für Cobra 11 - Die Autobahnpolizei | Dr. Stefan Jensen   | episodio "Die kleine Prinzessin"          |
| 2013            | Herzensbrecher                           | Stefan Vieweger     | episodio "Der verlorene Sohn"             |
| 2013            | Liebe am Fjord                           | Kristian Storstein  | episodio "Sog der Gezeiten"               |
| 2013            | Wenckes Verbrecher                       | -                   | -                                         |
| 2012 - 2013     | Der letzte Bulle                         | Bernhard Schaller   | 5 episodios                               |
| 2012            | Tatort                                   | Gerd Tremmel        | episodio "Kinderland"                     |
| 2011 - 2012     | Großstadtrevier                          | Hendrik Hansen      | 3 episodios                               |
| 2011            | Küstenwache                              | Markus Bode         | episodio "Tiefenrausch"                   |
| 2011            | Notruf Hafenkante                        | Christian Olsen     | episodio "Hilfe für die Reiterstaffel"    |
| 2011            | SOKO Kitzbühel                           | Michael Zeilinger   | episodio "Ganz in Weiß"                   |
| 2011            | Der Kriminalist                          | Torsten Kraft       | episodio "Dierhagens Vermächtnis"         |
| 2010            | SOKO Stuttgart                           | Uwe Dresen          | episodio "Lösegeld"                       |
| 2009            | Kreuzfahrt ins Glück                     | Thomas Wagner       | episodio "Hochzeitsreise nach Marrakesch" |
| 2009            | Inga Lindström                           | Anders Vinter       | episodio "Sommermond"                     |
| 2009            | Utta Danella                             | Michael Wendelin    | episodio "Schokolade im Sommer"           |
| 2008            | Unser Charly                             | Marek Kessler       | episodio "Schimpanse mit Herz"            |
| 2008            | Im Tal der wilden Rosen                  | Phil Gleason        | episodio "Prüfung des Herzens"            |
| 2007            | Rosamunde Pilcher                        | Patrick O'Connell   | episodio "Nebel über Schloss Kilrush"     |
| 2007            | Lilly Schönauer                          | Thomas Berger       | episodio "Liebe gut eingefädelt"          |
| 2006            | Die Rosenheim-Cops                       | Silvio Wend         | episodio "Der Tod stand vor der Tür"      |
| 2003 - 2005     | Alarm für Cobra 11 - Einsatz für Team 2  | Frank Traber        | 3 episodios                               |
| 2005            | Bewegte Männer                           | Arno Stoffregen     | episodio "Doro und der schwarze Mann"     |
| 2000, 2005      | Der Fahnder                              | Petrosjan           | 2 episodios                               |
| 2004            | Polizeiruf 110                           | Malte Brenner       | episodio "Ein Bild von einem Mörder"      |
| 2004            | Einmal Bulle, immer Bulle                | Franco Raue         | 2 episodios                               |
| 2004            | Im Namen des Gesetzes                    | Rupert Steiger      | episodio "Mörderisches Quartett"          |
| 2004            | Der Elefant: Mord verjährt nie           | Michael Wengstmann  | episodio "Mörderischer Kuhhandel"         |
| 2004            | Ein Fall für zwei                        | Sebastian Nordhofen | episodio "Mord aus Liebe"                 |
| 2003            | Wolffs Revier                            | Matthias Amman      | episodio "Traumfänger"                    |
| 2003            | Edel & Starck                            | Olaf Wagenfeld      | episodio "Wann ist ein Mann ein Mann?"    |
| 2002            | In aller Freundschaft                    | Johannes Wagner     | episodio "Eigene Wege"                    |
| 2002            | Körner und Köter                         | Harald Ebeling      | episodio "Körner und Köter"               |
| 2001            | Die Kumpel                               | Dieter Heugen       | episodio "Irren ist menschlich"           |
| 2001            | Powder Park                              | Axel Breuer         | episodio "Ufo-Alarm"                      |
| 2000            | T.E.A.M. Berlin                          | Marco Sprenger      | 2 episodios                               |
| 1999            | Der Clown                                | De Bark             | episodio "Feierabend"                     |
| 1999            | Balko                                    | Moldau              | episodio "Baby-Stress"                    |
| 1998            | Die Männer vom K3                        | Stefan Weber        | episodio "Tödliches Spiel"                |
| 1995            | Verbotene Liebe                          | Oliver Kopp         | 39 episodios                              |

### Películas
| Año  | Título                                    | Personaje        | Notas                                                                                            |
| ---- | ----------------------------------------- | ---------------- | ------------------------------------------------------------------------------------------------ |
| 2015 | Endlich Frühling                          | -                | junto a Marco Girnth, Maria Simon & Simone Thomalla                                              |
| 2014 | Wir waren Könige                          | Brandes          | junto a Frederick Lau, Thomas Thieme, Ronald Zehrfeld, Misel Maticevic & Torben Liebrecht        |
| 2014 | Mein Lover, Sein Vater und Ich!           | Thomas           | junto a Katharina Müller-Elmau, Marc Benjamin Puch, Lucas Prisor, Moritz Berg & Maximilian Grill |
| 2010 | Emilie Richards - Denk nur an uns beide   | Ryan Cunningham  | junto a Theresa Scholze, Craig Hall, Anna White, Eva Habermann, Phil Brown & Bruce Phillips      |
| 2010 | Westflug - Entführung aus Liebe           | Jürgen Treske    | junto a Sophie von Kessel, Oliver Mommsen, Fee Benz, Robert Gallinowski & Esther Esche           |
| 2010 | Der Einsturz - Die Wahrheit ist tödlich   | Martin Teichert  | junto a Achim Grauer, Thomas Held, Roman Knizka, Julia Koschitz & Isabella Leicht                |
| 2001 | Lenya - Die größte Kriegerin aller Zeiten | Gero von Gantern | junto a Anja Knauer, Julian Weigend, Walter Kreye, Sonja Kirchberger & Susanne Bormann           |

### Teatro
| Año | Obra        | Personaje | Director     |
| --- | ----------- | --------- | ------------ |
| -   | Van Gogh    | Van Gogh  | Peter Sodann |
| -   | Dantons Tod | Danton    | Peter Sodann |

## Premios y nominaciones
| Año  | Categoría   | Premio                          | Serie      | Resultado |
| ---- | ----------- | ------------------------------- | ---------- | --------- |
| 2009 | Beste Serie | Der Deutsche Fernsehpreis Award | Der Lehrer | Ganó      |